# Miguel Quirant
Miguel Quirant Alemán (Santa Pola, Alicante, España, 30 de mayo de 1935) es un exfutbolista español que se desempeñaba como defensa.

## Clubes
| Club        | País   | Año       |
| ----------- | ------ | --------- |
| Elche C. F. | España | 1953-1967 |